# Ibn Tumlus
Ibn Tumlus (1164-1223) était un érudit et chroniqueur de la Taifa de Valence qui s'intéressa à la médecine, la philosophie, la grammaire et la poésie. Aujourd'hui, il est principalement connu pour son travail sur la logique. Ibn Tumlus est appelé par ses biographes sous le nom d' Abū al-Ḥajjāj ou Abū Isḥāq Yūsuf ibn Muhammed ibn Ṭumlūs. Dans les sources latines il est connu sous le nom d'Alhagiag Bin Thalmus.

## Biographie
Il est né à Alzira, près de Valence, entre 1150 et 1165. Il étudia la philosophie, la médecine et peut-être la jurisprudence (hadiths) avec Averroès (Ibn Rushd). Ses acquis en médecine furent tels qu'il succéda à Averroès comme médecin du calife almohade Mohammad al-Nāṣir, de 1199 à 1213. Il mourut à Alzira en 1223.

## Travaux remarquables
Aucune des œuvres d'Ibn Ṭumlūs connues aujourd'hui n'est mentionnée par ses biographes. À l'inverse, aucun des ouvrages mentionnés par ses biographes n'est disponible aujourd'hui. Ibn Abbar déclara qu'Ibn Ṭumlūs était l'auteur d'ouvrages sur les sciences de la langue arabe, mais ceux-ci ne semblent pas exister. De plus, les biographes d'Ibn Ṭumlūs nous ont transmis quelques uns de ses poèmes, qui ont été transcrits dans la biobibliographie définitive de Fouad Ben Ahmed. Il n''existe que deux œuvres majeures connues qui ont survécu, son livre sur la logique et son commentaire sur le poème médical d'Avicenne.

### Livre sur la Logique
Le livre de Ṭumlūs sur la logique ( Kitāb fī Mantiq ) survit dans un seul manuscrit. Le manuscrit est non daté et sans titre. Certains chercheurs ont proposé des dates, mais celles-ci restent spéculatives. Bien que certaines parties du traité aient été éditées sous le titre Introduction à l'art de la logique, en fait ni Ibn Tumlus ni son copiste n'ont donné de titre à l'ouvrage. Le texte couvre toutes les parties de l' Organon d'Aristote, y compris un livre de rhétorique et un livre de poétique. En effet, son plaidoyer pour cet Organon élargi est l'une des caractéristiques significatives de l'œuvre. Le traité commence par une longue introduction ( Ṣadr ) au texte dans lequel Ibn Tumlus aborde plusieurs controverses concernant son éducation en logique et les attitudes des savants de son temps envers la logique (à savoir, les juristes et les étudiants de la tradition prophétique). Il considère également la valeur des œuvres logiques d'al-Ghazālī et d' al-Fārābī, tant d'un point de vue philosophique que religieux. Pourtant, bien que ces deux personnages eussent une influence sur Ibn Tumlus, des études récentes ont montré que son influence principale fut son professeur, Averroes.
Des extraits du livre sur la logique ont été édités et traduits par divers chercheurs:
- partie de l'introduction en français [4]
- l'introduction et les trois premières sections en espagnol [5]
- extraits de la section sur la poétique en français [6]
- la section sur la rhétorique en français [7]

Une édition arabe critique des sections sur les sujets dialectiques et sophistiques a été récemment réalisée par Fouad Ben Ahmed qui travaille sur une édition arabe du reste de l'ouvrage.

### Commentaire sur le poème médical d'Avicenne
L'autre œuvre majeure qui subsiste d'Ibn Ṭumlūs est son commentaire sur le poème médical d' Avicenne ( Šarḥ al-Urǧūza ). Bien qu'il existe huit manuscrits connus contenant ce travail et probablement d'autres restants à identifier, aucune édition complète de l'ouvrage n'a été réalisée. Un colophon à la fin d'un des manuscrits date les révisions finales d'Ibn Ṭumlūs de l'ouvrage à Marrakech en 1209,.